# RepRap プロジェクト
RepRap プロジェクト（レップラップ プロジェクト）は、ほとんどのコンポーネントを自分で印刷できる3Dプリンタを開発するプロジェクトである。RepRap (replicating rapid prototyperの略)は溶融樹脂積層法、積層造形 技術を多用する。この計画では商標である"fused deposition modeling"を避ける為にFused Filament Fabrication (FFF)を用語として用いる。
このプロジェクトでは全ての設計はオープン デザインとして開発され、自由ソフトウェアライセンスであるGNU General Public Licenseの許諾下で公開されている。
機械の自己複製のためにRepRapユニットは可能な限り人々に廉価に供給し複雑な製品を高価な産業社会資本や科学機材を必要とせず製造可能にする事を企図する。 この工程でRepRapが進化する事を実証すると同様に指数関数的に増殖する事を実証する。

## 歴史
RepRapは2005年にイギリスのバース大学の機械工学の講師であるAdrian Bowyer博士によって創造された。

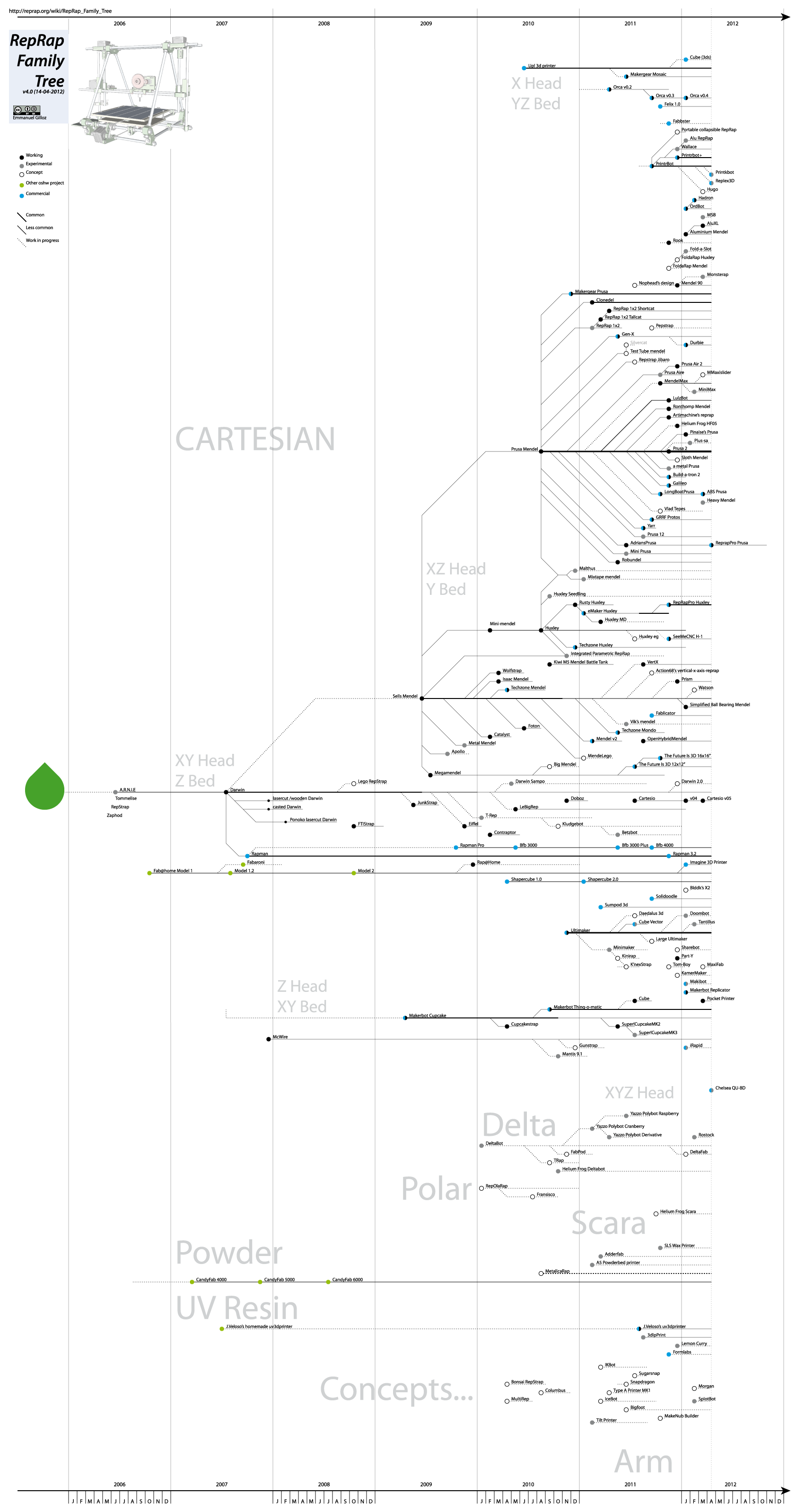
RepRapの進化と他の3Dプリンタの時系列的な変化を示したReprapの家系図

2005年3月23日RepRap ブログが開始された。
2005年夏バース大学の初期の工学・物理科学研究評議会から開発に予算が与えられた。
2012年の夏/秋小規模の起業間もない企業が派生型の販売に着目して組み立てキットと完成品の販売に参入して現在の産業用よりも廉価にできる3Dプリンタのための研究開発の結果を取り入れた新しい関連する工程が導入された。RepRap研究のテーマの中で最も特筆すべき成果はおそらく最初の成功したデルタ設計かもしれない。開発者のRostockは当時、未だ実験段階で最先端に近かった。最新のOpenBeamのワイヤ(通常はDyneema あるいは Spectra 釣り用の糸)をベルトの代わりに使用することがRepRapsに取り入れられた。

## ハードウェア
オープンソース計画として随時改良され多くの派生型が存在し設計者達は自由に改造したり用途に応じて改良する。しかしながらRepRap 3Dプリンタは全体的に熱溶融性の樹脂吐出機をコンピュータ制御式直交座標系XYZ装置上に取り付けた構成である。装置は鉄棒と3Dプリンタで製造された樹脂製の部品で結合される。これら全ての軸はステッピングモータで駆動されX,Y軸は段付ベルトZ軸はネジで移動する。
RepRapの心臓部は樹脂吐出装置である。RepRapで使用された初期の吐出装置は歯車で減速された直流整流子電動機による駆動で樹脂の供給に反発して圧縮して加熱容器を強制的に通過して細いノズルから出た。大きな慣性により直流電動機は始動、停止がすばやくできず、そのため精密な制御が困難だった。そのため、改良された吐出装置ではステッピングモータを使用してフィラメントが滑らないようにローレット加工された軸を通して供給する事により精密な吐出が可能になっている。
RepRapの電子機器には普及したオープンソースのArduinoプラットホームが使用され、ステッピングモータ駆動用の追加基板と共に使用される。現在のArduino派生型のSanguino基板と更に吐出装置の制御専用の改良されたArduinoを基板が使用される。この構成により吐出装置の追加や制御装置両方の拡張を志向する。
これまでRepRapプロジェクトは2007年3月に"ダーウィン"、2009年10月に"メンデル"、2010年に"プルサ・メンデル"、"ハックスリー"の4台の機械を配布した。開発者たちは"RepRapが増殖、進化"するので有名な生物学者に因んで命名した。

### 主要な改訂
最初に公開されたRepRapのDarwinではXYのガントリーが移動するZ軸のプリントベット上に備えられた。DarwinのZ軸は四隅にネジがあり、タイミングベルトで互いに連動して一斉に回転した。制御用の電子機器は外部に設置された。Darwinは出力された摺動部を全ての軸に備えた。
MendelではDarwinの摺動部が玉軸受に交換され摩擦が最小化され、精度が向上した。ベッドは水平のY方向に水平に移動して吐出装置はX軸方向内で水平移動して上下する。これにより、上部が軽量化されDarwinよりもコンパクトになり、同様にDarwinの4本のZ軸のネジが除かれた。Mendelで製造できる寸法は200 mm (W) × 200 mm (D) × 140 mm (H) あるいは 8" (W) × 8" (D) × 5.5" (H)である。

## メンバー
計画の"コア チーム"  は以下の者達である:
- Sebastien Bailard, オンタリオ
- Adrian Bowyer（英語版）博士, バース大学機械技術学科の上級講師
- マイケル・S・ハート, プロジェクト・グーテンベルクの発案者, イリノイ
- Dr. Forrest Higgs, Brosis Innovations, Inc., カリフォルニア
- Rhys Jones, バース大学機械技術学科の大学院生
- James Low, バース大学機械技術学科の学部生
- Simon McAuliffe, ニュージーランド
- Vik Olliver, Diamond Age Solutions, Ltd., ニュージーランド
- Ed Sells, バース大学機械技術学科の大学院生
- Zach Smith, アメリカ合衆国
- Erik de Bruijn, オランダ
- Josef Průša, チェコ共和国, Prusa i3を開発し販売

計画の後援者達:
- Reece Arnott
- バース大学革新製造研究センター
- 工学・物理科学研究評議会（英語版）
- Fluorocarbon Co. Ltd
- Michael Ingram
- Lukasz Kaiser
- Nuffield基金
- Carl Witty

## 国内の関連団体
日本国内においては「RepRap Community Japan」という団体が類似の活動を行っている。。

## 目標
RepRapの目標は真の自己増殖機の開発である。また、人間との共存を目指している。